# یواس‌ان‌اس ناراگنست (تی-ای‌تی‌اف-۱۶۷)
یواس‌ان‌اس ناراگنست (تی-ای‌تی‌اف-۱۶۷) (به انگلیسی: USNS Narragansett (T-ATF-167)) یک کشتی بود که طول آن ۲۲۶ فوت (۶۹ متر) بود. این کشتی در سال ۱۹۷۹ ساخته شد.